# Breyten
Breyten – miasto, zamieszkane przez 14 347 ludzi, w Republice Południowej Afryki, w prowincji Mpumalanga.
Miasto leży w pobliżu Klipstapel, najwyższego wzniesienia działu wodnego pomiędzy rzeką Vaal oraz rzekami Olifants i Komati. Zostało założone na miejscu dawnej farmy, Bothasrus.